# Черенция
Черѐнция (на италиански: Cerenzia) е село и община в Южна Италия, провинция Кротоне, регион Калабрия. Разположено е на 664 m надморска височина. Населението на общината е 1175 души (към 2012 г.).